# Debora Schoon-Kadijk
Debora Schoon-Kadijk (Róterdam, 14 de abril de 1969) es una deportista neerlandesa que compitió en voleibol, en la modalidad de playa. Su hermana Rebekka también compitió en vóley playa.
Ganó dos medallas en el Campeonato Europeo de Vóley Playa, plata en 1998 y bronce en 2000.

## Palmarés internacional
| Campeonato Europeo | Campeonato Europeo | Campeonato Europeo | Campeonato Europeo |
| Año                | Lugar              | Medalla            | Pareja             |
| ------------------ | ------------------ | ------------------ | ------------------ |
| 1998               | Rodas (Grecia)     | Medalla de plata   | Rebekka Kadijk     |
| 2000               | Bilbao (España)    | Medalla de bronce  | Rebekka Kadijk     |